# Лагодинецька сільська рада
Лагодине́цька сільська́ ра́да — адміністративно-територіальна одиниця та орган місцевого самоврядування у Красилівському районі Хмельницької області. Адміністративний центр — село Лагодинці.

## Загальні відомості
- Населення ради: 929 осіб (станом на 2001 рік)

## Населені пункти
Сільській раді підпорядковані населені пункти:
- с. Лагодинці

## Склад ради
Рада складалася з 14 депутатів та голови.
- Голова ради: Мудь Володимир Максимович
- Секретар ради: Ткачук Галина Василівна

### Керівний склад попередніх скликань
| Прізвище, ім'я, по батькові | Основні відомості                                                                                  | Дата обрання | Дата звільнення |
| --------------------------- | -------------------------------------------------------------------------------------------------- | ------------ | --------------- |
| Мудь Володимир Максимович   | Сільський голова, 1966 року народження, освіта вища, член Всеукраїнського об'єднання «Батьківщина» | 26.03.2006   | 31.10.2010      |
| Мудь Володимир Максимович   | Сільський голова, 1966 року народження, освіта вища, безпартійний                                  | 31.10.2010   |                 |

Примітка: таблиця складена за даними сайту Верховної Ради України

### Депутати
За результатами місцевих виборів 2010 року депутатами ради стали:

#### За суб'єктами висування
| Суб'єкт висування | Кількість обраних депутатів | %    |
| ----------------- | --------------------------- | ---- |
| Самовисування     | 8                           | 57,1 |
| Народна партія    | 4                           | 28,6 |
| Партія регіонів   | 2                           | 14,3 |

#### За округами
| № округу        | Прізвище, ім'я, по батькові  | Дата визнання обраним | Освіта             | Партійна приналежність | Відомості про обраного депутата                                 |
| --------------- | ---------------------------- | --------------------- | ------------------ | ---------------------- | --------------------------------------------------------------- |
| Народна Партія  |                              |                       |                    |                        |                                                                 |
| 2               | Нікітюк Володимир Васильович | 01.11.2010            | середня            | позапартійний          | тимчасово не працює                                             |
| 3               | Івасюк Михайло Іванович      | 01.11.2010            | середня спеціальна | позапартійний          | тимчасово не працює                                             |
| 13              | Кухарчук Микола Васильович   | 01.11.2010            | вища               | позапартійний          | Кузьминська АЗП-СМ, сімейний лікар                              |
| 14              | Ткачук Галина Василівна      | 01.11.2010            | середня спеціальна | позапартійна           | Лагодинецька сільська рада, секретар сільської ради             |
| Партія регіонів |                              |                       |                    |                        |                                                                 |
| 1               | Лось Людмила Василівна       | 01.11.2010            | середня            | позапартійна           | СТОВ «Колос», завідувачка тваринницької ферми                   |
| 12              | Лось Василь Сергійович       | 01.11.2010            | середня            | позапартійний          | СТОВ «Колос», водій                                             |
| Самовисування   |                              |                       |                    |                        |                                                                 |
| 4               | Садовська Ганна Іванівна     | 01.11.2010            | середня            | позапартійна           | пенсіонер                                                       |
| 5               | Стецюк Євген Петрович        | 01.11.2010            | середня            | позапартійний          | тимчасово не працює                                             |
| 6               | Ревко Володимир Сергійович   | 01.11.2010            | вища               | позапартійний          | Фермерське госполдарство «Тракт», головний агроном              |
| 7               | Кухарчук Сергій Васильович   | 01.11.2010            | середня            | позапартійний          | п/п Гонтюк, водій                                               |
| 8               | Козачук Володимир Сергійович | 01.11.2010            | середня            | позапартійний          | СТОВ «Колос», тракторист                                        |
| 9               | Фурман Володимир Васильович  | 01.11.2010            | вища               | позапартійний          | СТОВ ім. Мічурінас. Манівці, головний інженер                   |
| 10              | Філіпчук Оксана Василівна    | 01.11.2010            | вища               | позапартійна           | Лагодинецька загальноосвітня школа І-ІІІ ст., вчитель географії |
| 11              | Філіпчук Олег Васильович     | 01.11.2010            | середня спеціальна | позапартійний          | Лагодинецька загальноосвітня школа І-ІІІ ст., робітник          |